# Куглашки клуб Партизан
Куглашки клуб Партизан је куглашки клуб из Београда, Србија.

## Историја
Основан је 1947. године и један је од удружених клубова у ЈСД Партизан. Куглање је у послератној Југославији третирано као забава, међутим чим су дошли у прилику, црно-бели куглаши су се представили у великом стилу. На првом послератном првенству света одржаном у Београду, Душан Денић је освојио прво место и поставио нови светски рекорд . Светски првак, био је касније и Станко Полић. Куглаши Партизана су и поред великих међународних успеха, тачно 47 година чекали прву титулу екипног првака. У својој богатој историји Куглашки клуб Партизан је 7 пута био екипни првак државе, док је последњих година најдоминантнији Куглашки клуб Београд „Поштанска штедионица“ чији низ од десет узастопних титула су прекинули управо црно-бели 2019. године. У истој сезони Партизан је освојио и национални куп победивши у финалу вечитог ривала Црвену звезду и тиме комплетирао освајање прве "дупле круне" у историји клуба.

## Успеси
- Првенство Србије (7) :
  - 1993/94, 1994/95, 1995/96, 1999/00, 2000/01, 2006/07, 2018/19.

- Куп Србије (1) :
  - 2018/19.